# Пилипас, Валентин Викторович
Валентин Викторович Пилипас (1920—1957) — майор Рабоче-крестьянской Красной Армии, участник Великой Отечественной войны, Герой Советского Союза (1945).

## Биография
Валентин Пилипас родился в сентябре 1920 года в селе Новоселитьба (ныне — Белогорский район Амурской области). Окончил семь классов школы и судоводительское отделение Благовещенского политехникума водных путей сообщения. В 1939 году Пилипас был призван на службу в Рабоче-крестьянскую Красную Армию. С октября 1941 года — на фронтах Великой Отечественной войны. В боях два раза был ранен.
К июню 1944 года капитан Валентин Пилипас был заместителем командира батальона 329-го стрелкового полка 70-й стрелковой дивизии 33-й армии 2-го Белорусского фронта. Отличился во время освобождения Белорусской ССР. Во главе передового отряда Пилипас успешно прорвался к восточному берегу Днепра, а затем на подручных средствах переправился через него. Прорвав немецкую оборону на западном берегу, отряд Пилипаса ворвался в Шклов и принял активное участие в боях за освобождение города.
Указом Президиума Верховного Совета СССР от 24 марта 1945 года за «образцовое выполнение боевых заданий командования на фронте борьбы с немецкими захватчиками и проявленные при этом мужество и героизм» майор Валентин Пилипас был удостоен высокого звания Героя Советского Союза с вручением ордена Ленина и медали «Золотая Звезда» за номером 5946.
После окончания войны в звании майора Пилипас был уволен в запас. Проживал и работал в Балахтинском зерносовхозе Красноярского края. Скоропостижно умер 18 сентября 1957 года, похоронен на центральной усадьбе Балахтинского зерносовхоза.
Был также награждён орденами Красного Знамени, Александра Невского, Отечественной войны 2-й степени, рядом медалей.